# Cryptophagus
Cryptophagus es un género de insectos coleópteros de la familia Cryptophagidae.
Los tarsos presentan dimorfismo sexual:  ♀♀ 5-5-5, ♂♂ 5-5-4. Muchas especies se alimentan de productos almacenados y son introducidas a otros territorios por el comercio, llegando a ser cosmopolitas.

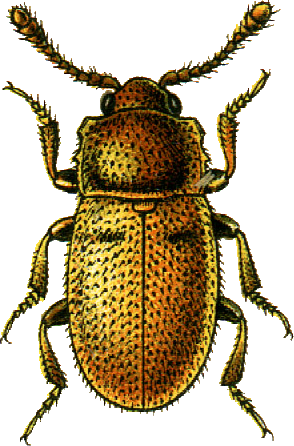
Cryptophagus cellaris
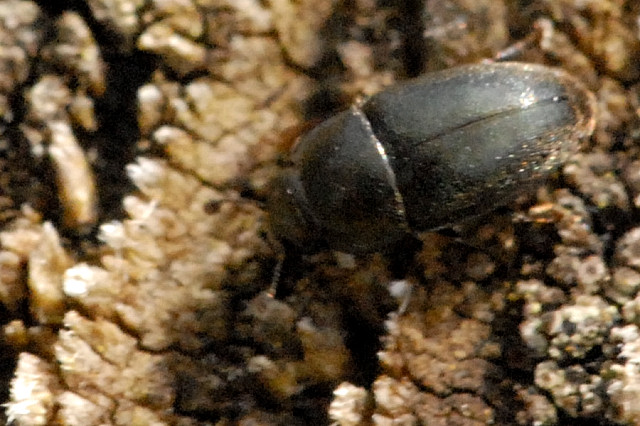
Cryptophagus corticinus
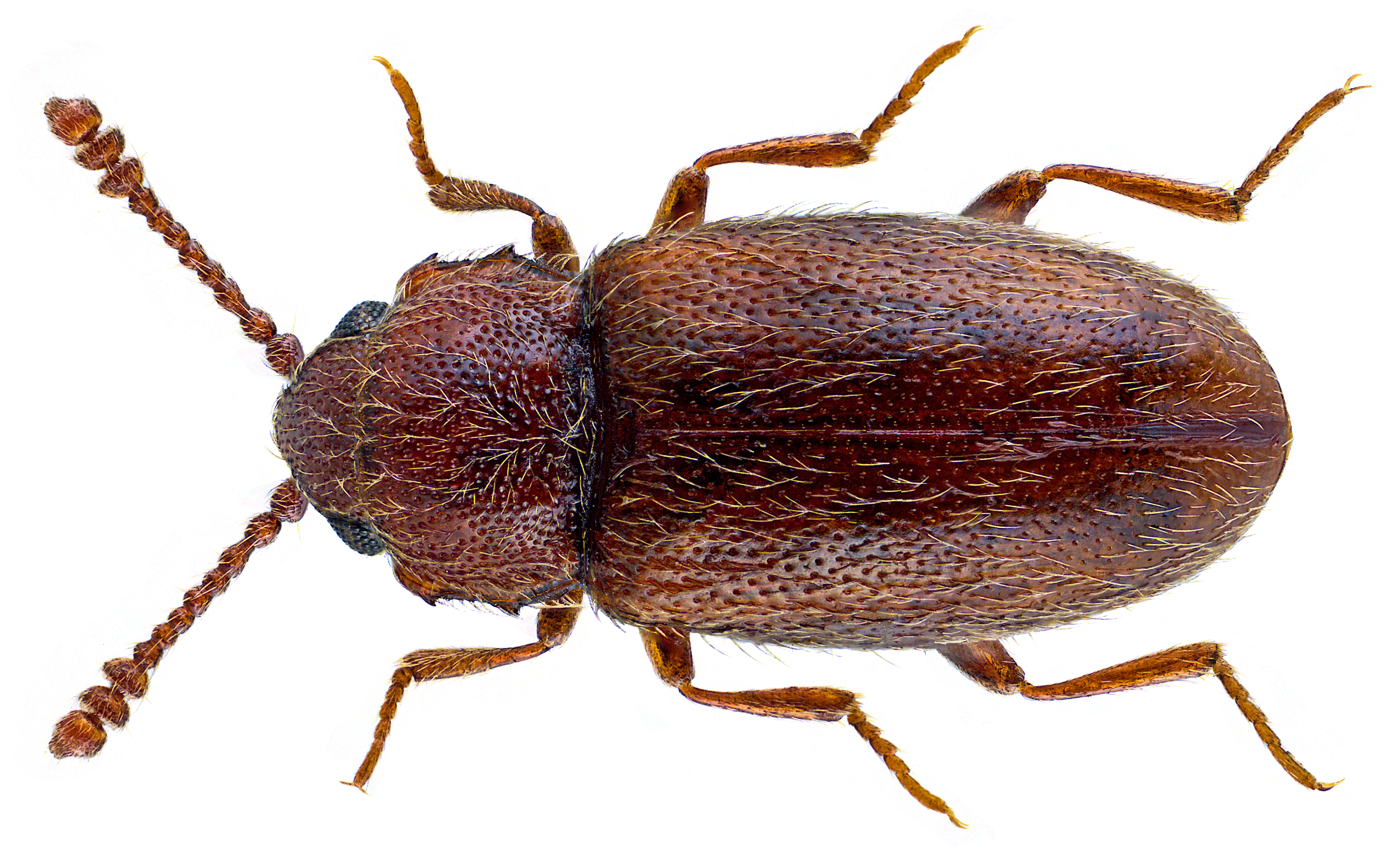
Cryptophagus pilosus
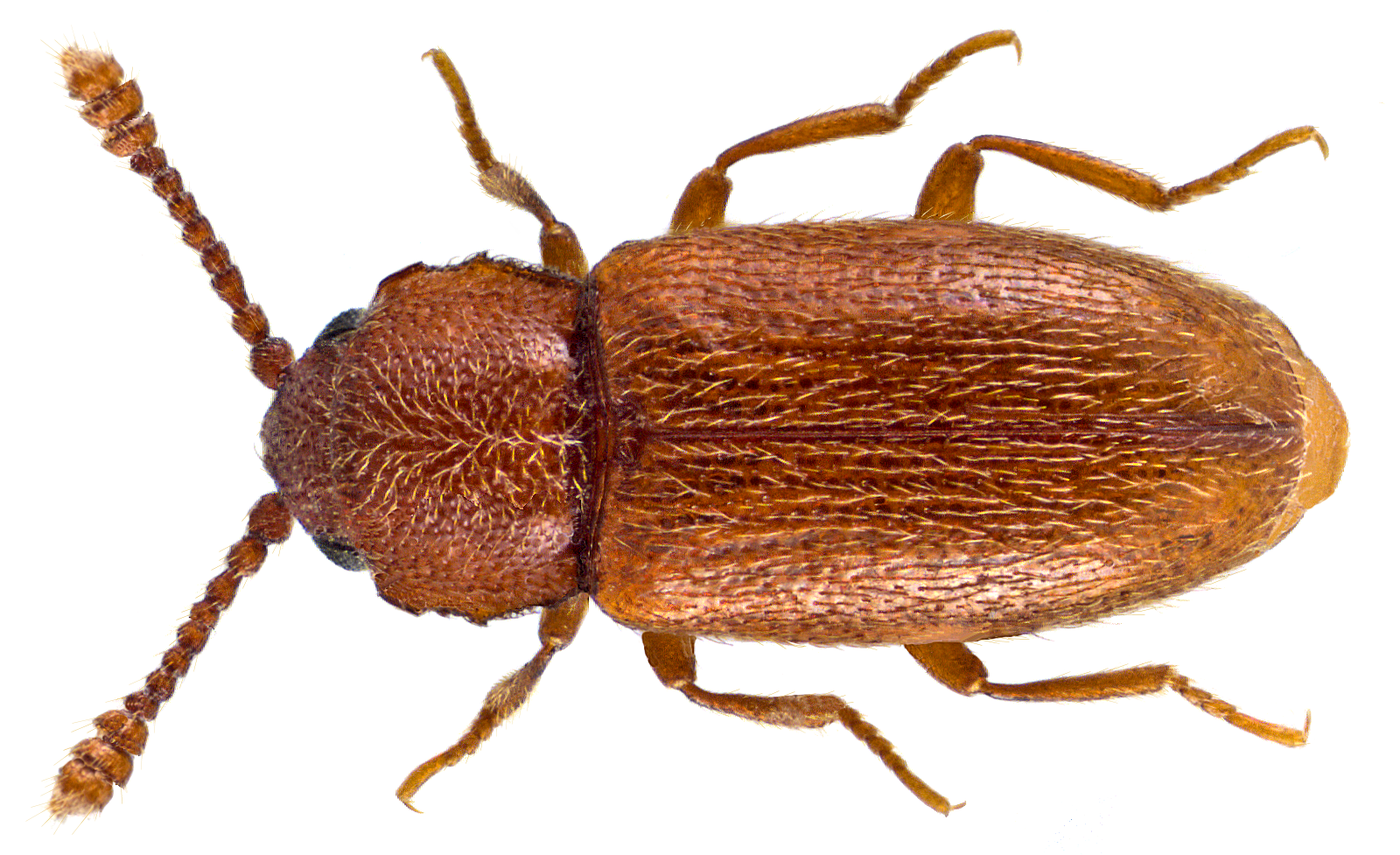
Cryptophagus dentatus
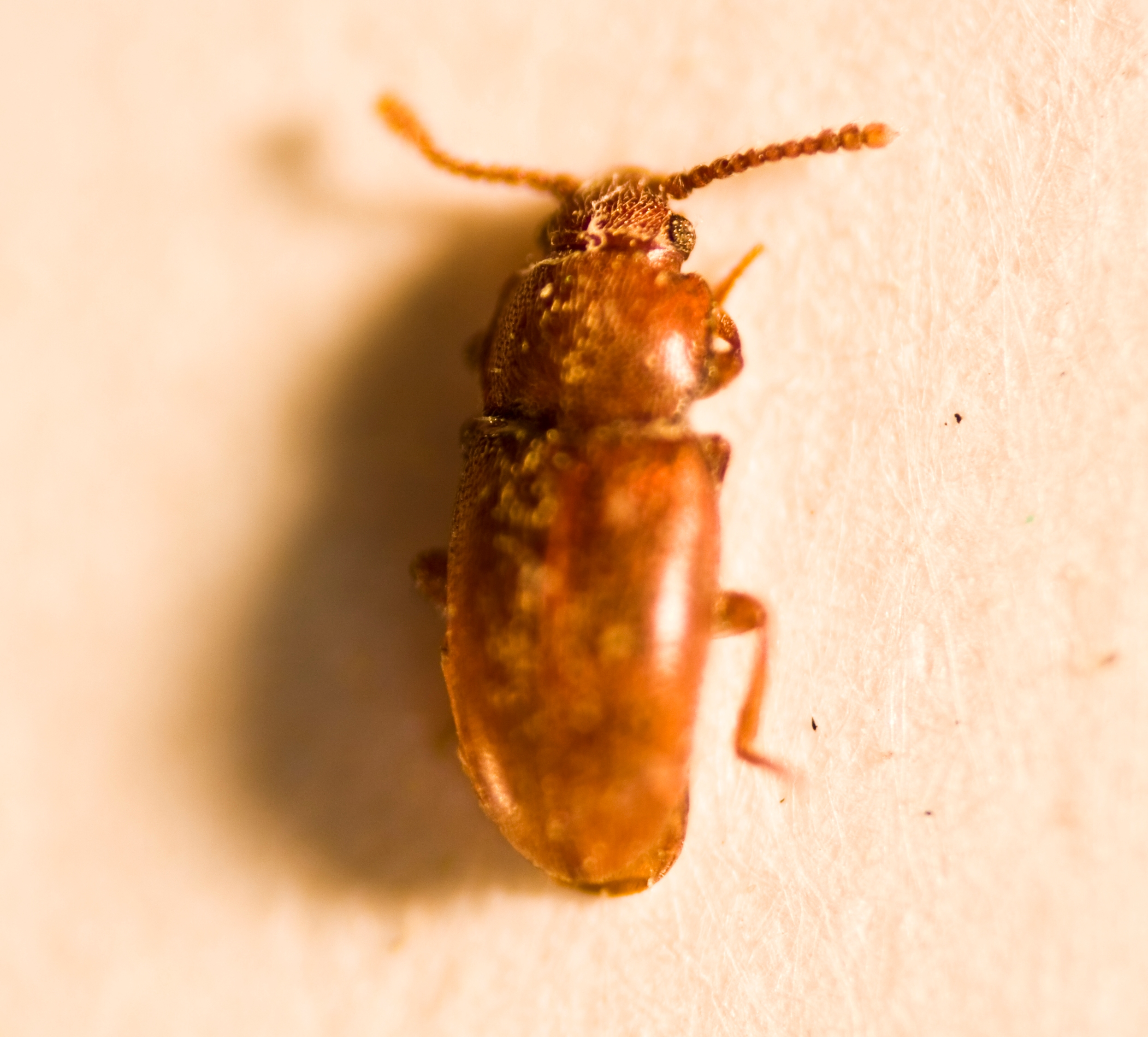
Cryptophagus lemonchei
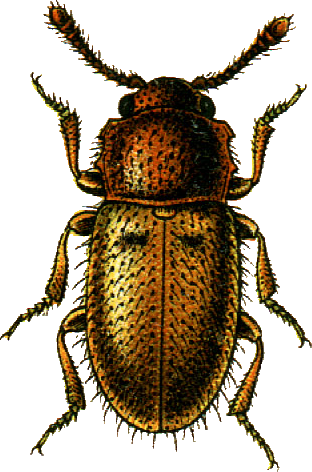
Cryptophagus lycoperdi
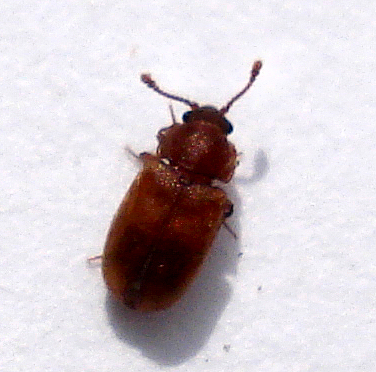
Cryptophagus pubescens
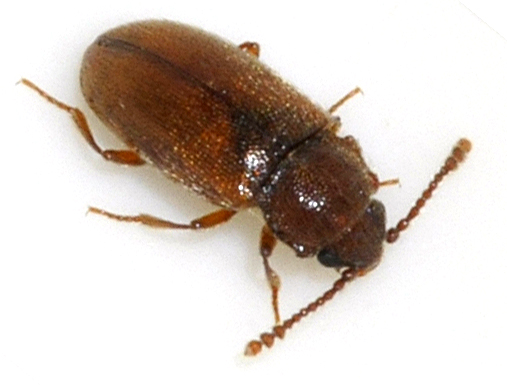
Cryptophagus sp.

## Especies
- Cryptophagus acuminatus Coombs & Woodroffe, 1955
- Cryptophagus acutangulus Gyllenhal, 1828
- Cryptophagus affinis Sturm, 1845
- † Cryptophagus alexagrestis Lyubarsky & Perkovsky, 2011
- Cryptophagus amfidoxus Bruce, 1963
- Cryptophagus anatolicus Bruce, 1963
- Cryptophagus arctomyos Sainte-Claire Deville, 1927
- Cryptophagus ariadne Otero & González, 1980
- Cryptophagus aurelii Otero & López, 2011
- Cryptophagus axillaris Reitter, 1875
- Cryptophagus badius Sturm, 1845
- Cryptophagus baldensis Erichson, 1846
- Cryptophagus bedeli Grouvelle, 1919
- Cryptophagus bidentatus Mäklin, 1853
- Cryptophagus bipedes Bruce, 1963
- Cryptophagus blasi Otero & González, 1982
- Cryptophagus brisouti Reitter, 1875
- Cryptophagus brucki Reitter, 1875
- Cryptophagus cellaris (Scopoli, 1763)
- Cryptophagus concolor Kirby, 1837
- Cryptophagus confertus Casey, 1900
- Cryptophagus confusus Bruce, 1934
- Cryptophagus corticinus Thomson, 1867
- Cryptophagus croaticus Reitter, 1879
- Cryptophagus croceus Zimmermann, 1869
- Cryptophagus cylindrus Kiesenwetter, 1858
- Cryptophagus demarzoi Otero & Angelini, 1981
- Cryptophagus dentatus (Herbst, 1793)
- Cryptophagus denticulatus Heer, 1841
- Cryptophagus deubeli Ganglbauer, 1897
- Cryptophagus difficilis Casey, 1900
- Cryptophagus discedens Casey, 1900
- Cryptophagus distinguendus Sturm, 1845
- Cryptophagus dorsaliformis Reitter, 1897
- Cryptophagus dorsalis C.R.Sahlberg, 1834
- Cryptophagus durus Reitter, 1878
- Cryptophagus ellipticus Wollaston, 1864
- Cryptophagus erichsoni Reitter, 1877
- Cryptophagus escolai Otero & González, 1983
- Cryptophagus falcozi Roubal, 1927
- Cryptophagus fallax Balfour-Browne, 1953
- Cryptophagus fasciatus Kraatz, 1852
- Cryptophagus friwaldszkyi Friwaldszky, 1866
- Cryptophagus fumidulus Casey, 1900
- Cryptophagus fuscicornis Sturm, 1845
- Cryptophagus fusiformis Wollaston, 1862
- Cryptophagus gilvellus Melsheimer, 1844
- Cryptophagus hauseri Reitter, 1890
- Cryptophagus hebes Casey, 1900
- Cryptophagus hexagonalis Tournier, 1869
- Cryptophagus histricus Casey, 1900
- Cryptophagus hupalupae Israelson, 1985
- Cryptophagus impressus Wollaston, 1865
- Cryptophagus inaequalis Reitter, 1878
- Cryptophagus inmixtus Rey, 1889
- Cryptophagus intermedius Bruce, 1934
- Cryptophagus kamtschaticus Lyubarsky, 1992
- Cryptophagus labilis Erichson, 1846
- Cryptophagus lapidicola Reitter, 1879
- Cryptophagus lapponicus Gyllenhal, 1828
- Cryptophagus latens Woodroffe & Coombs, 1961
- Cryptophagus laticollis Lucas, 1849
- Cryptophagus latus Grimmer, 1841
- Cryptophagus lecontei Harold, 1868
- Cryptophagus lemonchei Otero & González, 1985
- Cryptophagus lycoperdi (Scopoli, 1863)
- Cryptophagus lysholmi Munster, 1932
- Cryptophagus mainensis Casey, 1924
- Cryptophagus maximus Blake, 1928
- Cryptophagus micaceus Rey, 1889
- Cryptophagus montanus Brisout de Barneville, 1863
- Cryptophagus montemurroi Otero & Angelini, 1984
- Cryptophagus nitidulus Miller, 1858
- Cryptophagus nobilis Woodroffe & Coombs, 1961
- Cryptophagus nodulangulus Zimmermann, 1869
- Cryptophagus obsoletus Reitter, 1879
- Cryptophagus okalii Reska, 1982
- Cryptophagus oromii Otero, 1989
- Cryptophagus outereloi Otero & González, 1983
- Cryptophagus pallidus Sturm, 1845
- Cryptophagus parallelus Brisout, 1863
- Cryptophagus peregrinus Woodroffe & Coombs, 1961
- Cryptophagus pilosus Gyllenhal, 1828
- Cryptophagus plenus Casey, 1900
- Cryptophagus politus Casey, 1900
- Cryptophagus populi Paykull, 1800
- Cryptophagus porrectus Casey, 1900
- Cryptophagus posticus Reitter, 1888
- Cryptophagus pseudodentatus Bruce, 1934
- Cryptophagus pseudoschmidti Woodroffe, 1970
- Cryptophagus pubescens Sturm, 1845
- Cryptophagus quadrihamatus Mäklin, 1853
- Cryptophagus quadrimaculatus Reitter, 1877
- Cryptophagus quercinus Kraatz, 1852
- Cryptophagus reflexicollis Reitter, 1876
- Cryptophagus reichardti Bruce, 1936
- Cryptophagus rotundatus Coombs & Woodroffe, 1955
- Cryptophagus ruficornis Stephens, 1830
- Cryptophagus rutae Bruce, 1940
- Cryptophagus saginatus Sturm, 1845
- Cryptophagus scanicus (Linnaeus, 1758)
- Cryptophagus schmidti Sturm, 1845
- Cryptophagus schroetteri Reitter, 1912
- Cryptophagus scutellatus Newman, 1834
- Cryptophagus setulosus Sturm, 1845
- Cryptophagus simplex Miller, 1858
- Cryptophagus skalitzkyi Reitter, 1875
- Cryptophagus spadiceus Falcoz, 1925
- Cryptophagus sporadum Bruce, 1934
- Cryptophagus straussi Gangalbauer, 1897
- Cryptophagus stromus Woodroffe & Coombs, 1961
- Cryptophagus subdepressus Gyllenhal, 1828
- Cryptophagus subfumatus Kraatz, 1856
- Cryptophagus subvittatus Reitter, 1887
- Cryptophagus thomsoni Reitter, 1875
- Cryptophagus tuberculosus Mäklin, 1853
- Cryptophagus uralensis Bruce, 1963
- Cryptophagus valens Casey, 1900
- Cryptophagus varus Woodroffe & Coombs, 1961
- Cryptophagus versicolor Lindberg, 1950
- Cryptophagus vestigialis Casey, 1924
- Cryptophagus vseteckai Reska, 1977